# Hazleton (EP)
Hazleton è il quarto EP del gruppo musicale statunitense Fuel, pubblicato il 17 marzo 1998.

## Tracce
1. Bittersweet
2. Jesus or a Gun
3. It's Come to This
4. King For a Day